# Prudente de Morais, Minas Gerais
Prudente de Morais este un oraș în Minas Gerais (MG), Brazilia.